# Ą̄
Ą̄ (minuscule : ą̄), appelé A macron ogonek, est une lettre latine utilisée dans l’écriture de plusieurs langues athapascanes : kaska, tagish, tutchone du Nord, tutchone du Sud.
Il s’agit de la lettre A diacritée d’un macron et d’un ogonek.

## Représentations informatiques
Le A macron ogonek peut être représenté avec les caractères Unicode suivants : 
- composé et normalisé NFC (latin étendu A, diacritiques) :

| formes    | représentations | chaînes de caractères | points de code | descriptions                                        |
| --------- | --------------- | --------------------- | -------------- | --------------------------------------------------- |
| capitale  | Ą̄               | Ą◌̄                    | U+0104 U+0304  | lettre majuscule latine a ogonek diacritique macron |
| minuscule | ą̄               | ą◌̄                    | U+0105 U+0304  | lettre minuscule latine a ogonek diacritique macron |

- décomposé et normalisé NFD (latin de base, diacritiques) :

| formes    | représentations | chaînes de caractères | points de code       | descriptions                                                    |
| --------- | --------------- | --------------------- | -------------------- | --------------------------------------------------------------- |
| capitale  | Ą̄               | A◌̨◌̄                   | U+0041 U+0328 U+0304 | lettre majuscule latine a diacritique ogonek diacritique macron |
| minuscule | ą̄               | a◌̨◌̄                   | U+0061 U+0328 U+0304 | lettre minuscule latine a diacritique ogonek diacritique macron |